# Battos I van Cyrene
Battos (latijn: Battus), zoon van Polymnestos is de stichter van de Griekse kolonie Cyrenaica en zijn hoofdstad Cyrene (ca. 631 v.Chr.). Battos was de eerste koning van Cyrene en ook de eerste Griekse koning in Afrika. Zijn geschiedenis wordt in boek 4 van de Historiën van Herodotus beschreven.
Onder leiding van Battos stichtten kolonisten uit Thera de kolonie in Lybië en Battos was de eerste koning van de Battische dynastie. Naar verluidt heeft hij veertig jaar geregeerd, maar omdat dit getal een grote symbolische waarde had in de oudheid, moet dit niet al te letterlijk worden genomen. Restanten van zijn graf zijn op de agora van Cyrene teruggevonden.
Volgens de overlevering stotterde deze koning, wat waarschijnlijk een foute interpretatie van zijn naam was naar aanleiding van het griekse woord battarizein wat stamelen betekent. In werkelijkheid is deze naam afgeleid van een lokale benaming voor koning.